# Kengurufélék

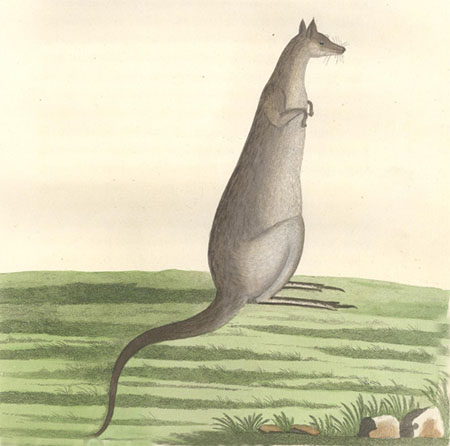
Kenguru. 1789-es illusztráció a The Voyage of Governor Phillip to Botany Bay című műből

A kengurufélék (Macropodidae), korábbi nevükön ugróerszényes-félék, az erszényesek (Marsupialia) közé tartozó Diprotodontia rend egy családja. Általánosan jellemző rájuk a rövid mellső és a meghosszabbodott hátsó végtag, valamint a fejlett, előre nyíló erszény.
A kengurufélék a száraz puszták legelő állatai, életmódjukat tekintve megfelelnek a más kontinensek száraz szavannáin és sztyeppéin élő patás növényevőknek (antilopok, gazellák és mások). Élnek azonban olyan kengurufélék is, amelyek az erdei életfeltételekhez alkalmazkodtak, mint Queensland és Új-Guinea trópusi erdőségeiben honos fakúszó kenguruk.

## Etimológia
A magyar kenguru szó az északkelet-ausztráliai guugu-yimithirr nyelv szókészletéből ered. A szót James Cook 1770. július 14-i hajónapló-bejegyzése örökítette meg, és az útról szóló könyv kiadása nyomán vált világszerte ismert vándorszóvá. Magyar nyelvű szövegben először Földi János használta 1801-ben, kenguru alakban, de a szó csak a 19. század végére vált egyeduralkodóvá a nyelvújítás korában született riválisaival (például ugrány, górugrány) szemben. Fel-felbukkanó tévhit, hogy a szó eredeti jelentése: „nem értem a nyelvét” – amit állítólag az ausztrál őslakosok válaszoltak, miután az európaiak megkérdezték az állat nevét tőlük. Ezt a tévhitet John B. Haviland nyelvész cáfolta az 1970-es években. A Haviland által vizsgált szókészletben szerepelnek a gangurru és ngurrumugu egy kengurufaj megnevezéseként.

## Főbb fajaik
A kengurufélék az erszényesek rendjének legismertebb családja, mintegy félszáz fajukat írták le. Valamennyi növényevő, pusztai állat. Az ausztráliai angol köznyelvben a nagy testű fajokat nevezik kengurunak: a vörös óriáskengurut, a keletit és nyugati szürke óriáskengurut, valamint a hegyi óriáskengurut. 
A közepes termetű kengurukat az ausztrálok összefoglalóan wallabynak nevezik. Számos faj tartozik közéjük, mint a Bennett-kenguru, ami számbelileg a legelterjedtebb mind a kontinensen, mind Tasmaniában.
A nagy kengurufajták igen gyorsan haladnak ugrásaikkal; rövid távon 60–80 kilométeres óránkénti sebességet is mértek náluk. Egy-egy ugrásuk általában 1,5–2 méteres, de szükség esetén 8–10 métert is tudnak ugrani. A kenguruk távolugrásának állítólagos „világrekordja” 13,5 m, magasságban pedig 3,3 m.

## Rendszerezés
A kengurufélék családjának alcsaládjai és nemei:
- †Dorcopsoides
- †Kurrabi
- †Watutia
- Rövidarcú kenguruformák (Sthenurinae) alcsaládja
  - †Archaeosimos
  - †Eosthenurus
  - †Hadronomas
  - Keresztsávos nyúlkenguru
  - †Metasthenurus
  - †Simosthenurus
  - †Sthenurus
  - †Procoptodon
- Valódi kenguruformák (Macropodinae) alcsaládja
  - †Baringa
  - †Bohra
  - †Congruus
  - Dorcopsis
  - Erdei kenguruk (Dorcopsulus)
  - Dendrolagus
  - †Fissuridon
  - Lagorchestes
  - Macropus
  - Onychogalea
  - Szirtikenguruk
  - †Prionotemnus
  - †Protemnodon
  - Kurtafarkú kenguru
  - †Synaptodon
  - Thylogale
  - Mocsári kenguru

## Felhasználása
A kengurukat manapság is rendszeresen vadásszák, sőt helyenként a legelők védelmében irtják is őket. Más államokban törvény védi őket, mivel számuk alaposan megcsappant. A kenguruhús emberi táplálkozásra alkalmas, sokan szeretik a wallabi hátsó combjából készült sonkát, és híres a „kengurufarok-leves” is. A kenguru húsa zsírszegény. A kengurukolbász ausztráliai neve kanga bangas.

## Képek

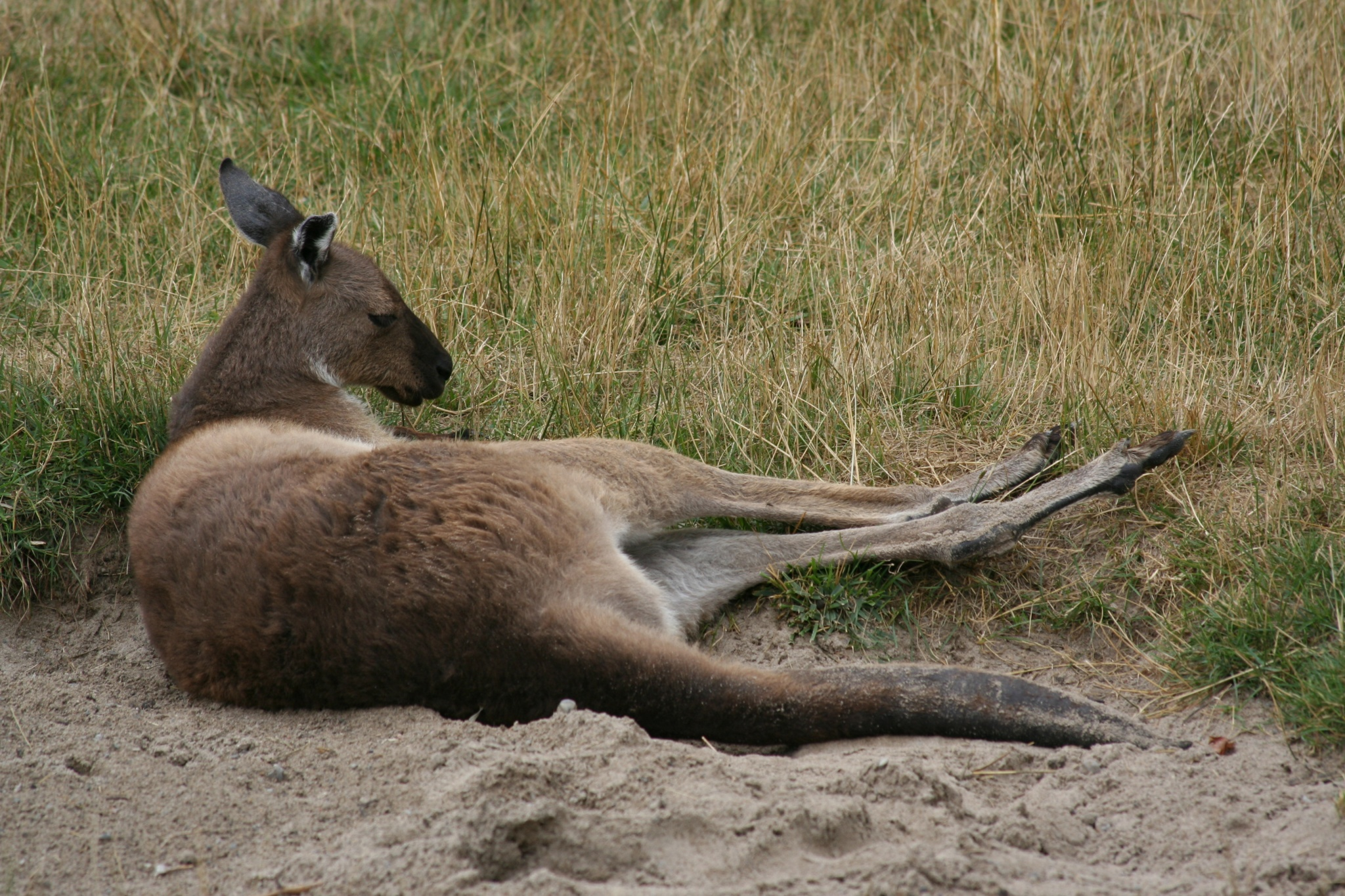
Nyugati szürke óriáskenguru (Macropus fuliginosus)
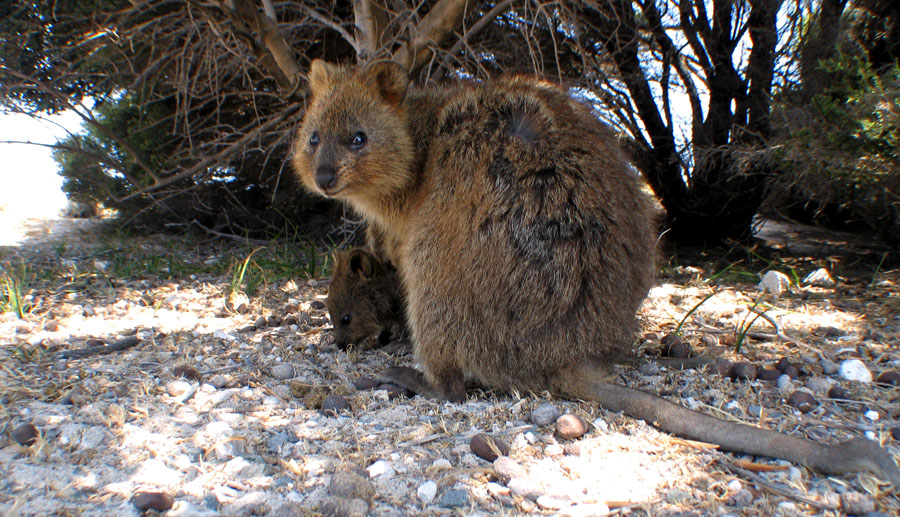
Kurtafarkú kenguru vagy quokka (Setonix brachyurus)
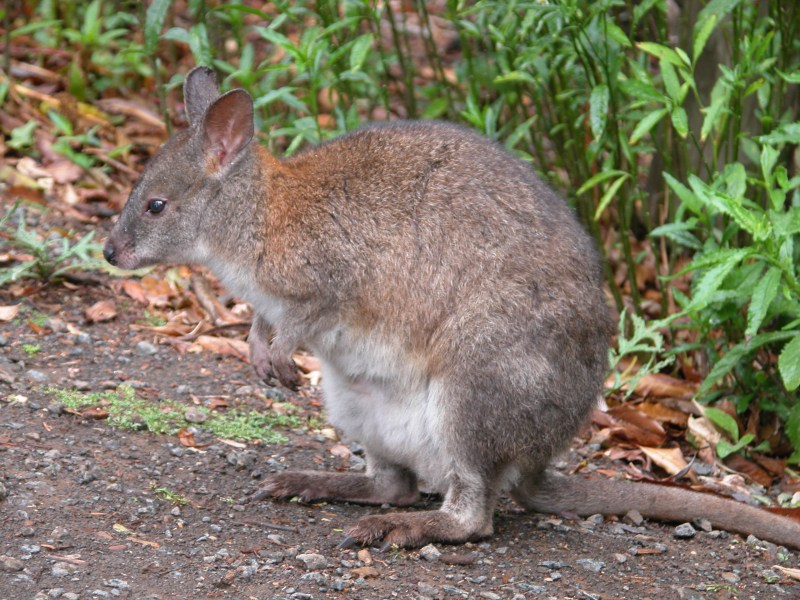
Vörösnyakú filanderkenguru (Thylogale thetis)
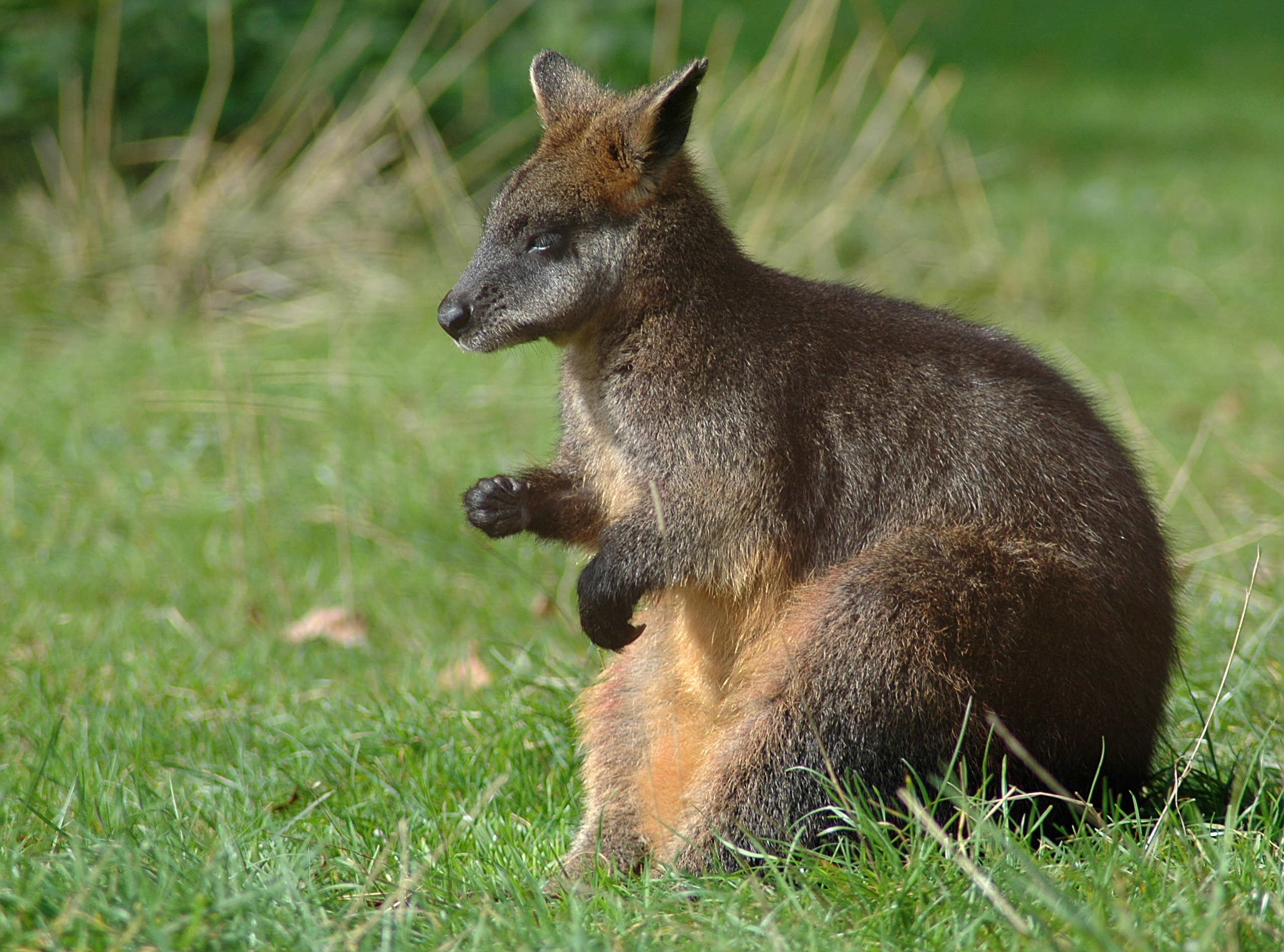
Mocsári kenguru (Wallabia bicolor)